# Crematogaster dorsidens
Crematogaster dorsidens är en myrart som beskrevs av Santschi 1925. Crematogaster dorsidens ingår i släktet Crematogaster och familjen myror. Inga underarter finns listade i Catalogue of Life.